# Felsőtold
Felsőtold – wieś i gmina w północnej części Węgier, w pobliżu miasta Pásztó.
Miejscowość leży na obszarze Średniogórza Północnowęgierskiego i należy do powiatu Pásztó, wchodzącego w skład komitatu Nógrád.
Gmina Felsőtold liczy 152 mieszkańców (2009) i zajmuje obszar 10,83 km².